# Bryophryidae
Bryophryida
Ordre
Famille
Les Bryophryidae, uniques représentants de l’ordre des Bryophryida, sont une famille de Ciliés de la classe des Colpodea.

## Étymologie
Le nom de la famille vient du genre type Bryophrya, dérivé du grec βρυόεις / bryóeis, mousse, et φρυά /  fryá, frémissement (de φρυάσσω / fryásso, « hennir pour s'élancer vers quelque chose »), en référence à la fois à l'appétit de cet organisme pour les mousses de Cyanobacteries (algues bleues) du genre Nostoc et à sa forme qui ressemble à ladite algue. 

## Description
Alfred Kahl, en 1943, décrit ainsi le genre Bryophrya : 

« 1. Genre Bryophrya Kahl.

(Organisme en) forme de mousse ovale de couleur jaunâtre à rouge vif, la couleur provient des algues Nostoc que probablement il consomme exclusivement. »

## Distribution
A. Kahl a récolté l'espèce Bryophrya bavariensis « uniquement dans les mousses des Alpes calcaires ».

## Liste des genres
Selon GBIF (31 octobre 2022) :
- Bryophrya Wenzel, 1953
- Bryophryoides Bourland, Wendell, Hampikian & Vdacný, 2014
- Notoxoma Foissner, 1993
- Parabryophrya Foissner, 1985
- Puytoraciella Njiné, 1979
- Telostomatella Foissner, 1985

## Systématique
Le nom valide de la famille est Bryophryidae de Puytorac et al., 1979, celui de l'ordre Bryophryida de Puytorac et al., 1979.